# Fran Hervías Chirosa
Francisco Javier Fran Hervías Chirosa (Tossa de Mar, 1983) és un polític català, diputat al Parlament de Catalunya en la XI Legislatura. Va ser secretari d'organització del seu partit, Ciutadans, fins al 2008.

## Biografia
Es va criar en una casa quarter de la Guàrdia Civil. És llicenciat en Geografia per la Universitat de Girona i màster en Climatologia Aplicada per la Universitat de Barcelona. S'ha especialitzat en Estadística Espacial, Gestió Ambiental i Ciències de la Salut per la Fundació Universitat de Girona.
Es va afiliar a Ciutadans - Partit de la Ciutadania en novembre de 2006 i fou membre del Comitè Executiu. Fou elegit diputat a les eleccions al Parlament de Catalunya de 2015 i al Congrés del Diputats el 2016. Se'l considera una de les persones responsables de l'expansió estatal del partit.
Va estripar el carnet de Ciutadans el 13 de març de 2021, després de les discrepàncies amb la direcció del partit provocades per la moció de censura a la Regió de Múrcia. Va afiliar-se al Partit Popular.